# Pure Guava
Pure Guava è il terzo album in studio del gruppo musicale statunitense Ween, pubblicato nel 1992.

## Tracce
1. Little Birdy – 3:30
2. Tender Situation – 3:40
3. The Stallion Pt. 3 – 3:30
4. Big Jilm – 2:10
5. Push th' Little Daisies – 2:48
6. The Goin' Gets Tough from the Getgo – 2:08
7. Reggaejunkiejew – 4:51
8. I Play It Off Legit – 3:20
9. Pumpin' 4 the Man – 1:30
10. Sarah – 2:09
11. Springtheme – 3:00
12. Flies on My Dick – 3:26
13. I Saw Gener Cryin' in His Sleep – 1:48
14. Touch My Tooter – 2:23
15. Mourning Glory – 5:14
16. Loving U thru It All – 2:28
17. Hey Fat Boy (Asshole) – 1:53
18. Don't Get 2 Close (2 My Fantasy) – 3:23
19. Poop Ship Destroyer – 2:16

## Formazione
- Gene Ween
- Dean Ween